# Dario Franchitti
Dario Franchitti (* 19. Mai 1973 in Edinburgh, Schottland) ist ein ehemaliger britischer Automobilrennfahrer. Er fuhr von 2002 bis 2013 in der IndyCar Series und gewann 2007, 2009, 2010 und 2011 den Meistertitel. 2007, 2010 und 2012 entschied er das Indianapolis 500 für sich. Von 2008 bis 2013 trat er für Chip Ganassi Racing an.

## Karriere

### Anfänge im Motorsport (1984–1994)
Franchitti begann seine Karriere wie die meisten Motorsportler im Kartsport, in dem er von 1984 bis 1990 aktiv war. Er gewann 1984 die schottische Juniorenkartmeisterschaft, 1985 und 1986 die britische Juniorenkartmeisterschaft und 1988 die schottische Kartmeisterschaft. 1991 gab er in der britischen Formel Vauxhall Junior sein Debüt im Formelsport und gewann auf Anhieb den Meistertitel dieser Serie. Ein Jahr später startete er für Paul Stewart Racing in der britischen Formel Vauxhall und wurde Vierter dieser Meisterschaft. Außerdem wurde er in dem Jahr mit dem McLaren Autosport BRDC Award ausgezeichnet. 1993 blieb er bei seinem Team und gewann den Meistertitel der britischen Formel Vauxhall.
Nachdem er mit Paul Stewart Racing bereits 1993 bei einem Rennen sein Debüt in der britischen Formel-3-Meisterschaft gegeben hatte, bestritt er 1994 die komplette Saison in dieser Serie und wurde mit einem Sieg Vierter in der Gesamtwertung.

### DTM / ITC (1995–1996)
1995 wechselte er in den Tourenwagensport und startete für Mercedes-AMG in einem Mercedes-Benz C-Klasse. Er nahm sowohl an der Deutschen Tourenwagen-Meisterschaft (DTM) als auch an der verwandten International Touring Car Championship (ITC) teil. Während er die DTM-Saison auf dem fünften Gesamtrang beendete, wurde er mit einem Sieg Dritter der ITC. 1996 blieb er in der ITC, die inzwischen mit der DTM verschmolzen worden war, und wurde mit einem Rennsieg in Suzuka Vierter in der Meisterschaft.

### Champ Car (1997–2002)
1997 wechselte Franchitti in die CART-Serie nach Nordamerika und bestritt seine Debütsaison für Hogan Racing. Am Ende der Saison belegte er den 20. Gesamtrang. 1998 erhielt er ein Cockpit beim Team Green und wurde Teamkollege von Paul Tracy. Franchitti gewann drei Rennen und wurde Dritter in der Gesamtwertung mit deutlichem Vorsprung auf seinen Teamkollegen Tracy. 1999 bestritt Franchitti seine dritte Saison in der CART-Serie. Für das Team Green gewann er drei Rennen und lag am Saisonende punktgleich mit Juan Pablo Montoya an der Spitze des Feldes. Er verlor den Meistertitel gegen Montoya, weil er weniger Siege erzielt hatte, und wurde Vizemeister.
Vor der Saison 2000 hatte Franchitti einen schweren Unfall bei Testfahrten. Zwar startete er in der Saison wie gewohnt, erreichte aber nicht mehr die Form des Vorjahres und erzielte mit zweiten Plätzen als beste Resultate den 13. Gesamtrang. 2001 verbesserte er seine Form und belegte mit einem Sieg den siebten Platz in der Meisterschaft. 2002 gelangen ihm wieder drei Siege. Unter anderem gewann er das Rennen in Vancouver, wo er den Rennsieg seinem 1999 verstorbenen Freund Greg Moore widmete.

### IndyCar Series (2002–2007)
Nachdem er bereits 2002 beim Indianapolis 500 sein Debüt in der Indy Racing League gegeben hatte, trat er 2003 bei drei Rennen der inzwischen in IndyCar Series umbenannten Meisterschaft an. Er startete für Andretti Green Motorsport, das aus einer Fusion seines alten Rennstalls entstanden war. Am Saisonende belegte er den 25. Gesamtrang. Die restlichen Saisonrennen musste er auslassen, da er sich bei einem privaten Motorradunfall eine Rückenverletzung zugezogen hatte. 2004 kehrte Franchitti wieder in sein Cockpit zurück und wurde mit zwei Siegen Sechster im Gesamtklassement. Ein Jahr später gewann er erneut zwei Rennen und verbesserte sich auf den vierten Gesamtrang. In beiden Jahren gewann mit Tony Kanaan bzw. Dan Wheldon einer seiner Teamkollegen den Meistertitel der IndyCar Series.

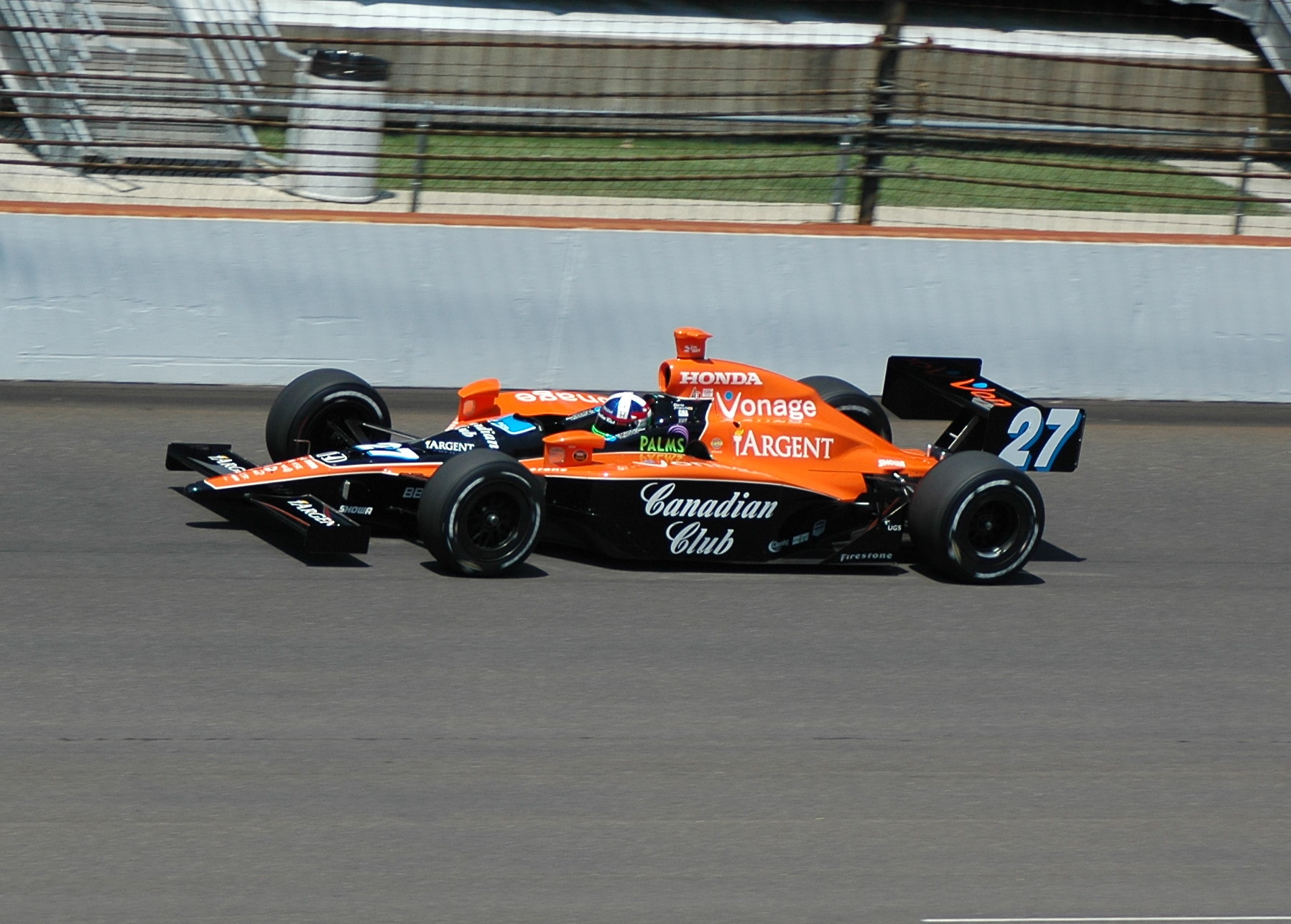
Franchitti gewann 2007 zuerst das Indy 500 und dann die Meisterschaft

2006 blieb Franchitti erneut bei Andretti Green Motorsport. Er blieb nach zwei Saisons erstmals sieglos und belegte den achten Gesamtrang. 2007 gewann er erstmals das Indianapolis 500. Im anschließenden Saisonverlauf hatte er zwei schwere Unfälle, die er unverletzt überstand. Er gewann weitere drei Rennen und sicherte sich am Saisonfinale den Meistertitel der IndyCar Series vor Scott Dixon. Nach dem Gewinn der Meisterschaft, entschloss sich Franchitti die IndyCar Series zu verlassen. Er hatte bereits während der Saison an Rennen der NASCAR Busch Series sowie der NASCAR Craftsman Truck Series sowie der ARCA Racing Series und der American Le Mans Series (ALMS) teilgenommen.

### NASCAR Sprint Cup (2008)
2008 startete er für Chip Ganassi Racing in einem Dodge im NASCAR Sprint Cup. Er war damit der erste Europäer in der Geschichte der NASCAR, der Vollzeit in der Serie fahren sollte. Nachdem er zunächst wegen einer Verletzung pausieren musste, beendete sein Team wegen finanzieller Probleme die Saison vorzeitig. In der Gesamtwertung wurde er 42. Darüber hinaus nahm er auch an Rennen der NASCAR Nationwide Series teil und startete abermals in der ALMS und der ARCA Racing Series. In der Rolex Sports Car Series gewann er das 24-Stunden-Rennen von Daytona zusammen mit seinen Teamkollegen Juan Pablo Montoya, Scott Pruett und Memo Rojas. Am Ende des Jahres nahm er an einem nicht zur Meisterschaft zählenden Rennen der IndyCar Series teil und trat dabei erstmals für Chip Ganassi Racing zu einem IndyCar-Rennen an.

### IndyCar Series (2009–2013)
2009 kehrte Franchitti in die IndyCar Series zurück und blieb bei Chip Ganassi Racing. Nachdem er bereits vier Rennen gewonnen hatte, hatte er vor dem Saisonfinale in Homestead zusammen mit seinem Teamkollegen Dixon und Ryan Briscoe Chancen auf den Meistertitel. Die drei Piloten machten in dem Rennen sowohl den Sieg als auch den Titelgewinn mehr als deutlich unter sich aus. Die anderen Fahrer hatte mindestens eine Runde Rückstand auf das Führungstrio. Das Rennen verlief zum ersten Mal in der Geschichte der IndyCar Series ohne eine Unterbrechung, sodass die Entscheidung über den Sieg nur durch benzinsparende Fahrweise von Franchitti gewonnen wurde, welcher im Gegensatz zu Briscoe und Dixon einen zusätzlichen Tankstopp wenige Runden vor Schluss vermied. Somit gewann Franchitti den zweiten Meistertitel seiner Karriere vor seinem Teamkollegen Dixon und Briscoe. Darüber hinaus nahm er an Rennen der Rolex Sports Car Series sowie der ALMS teil.

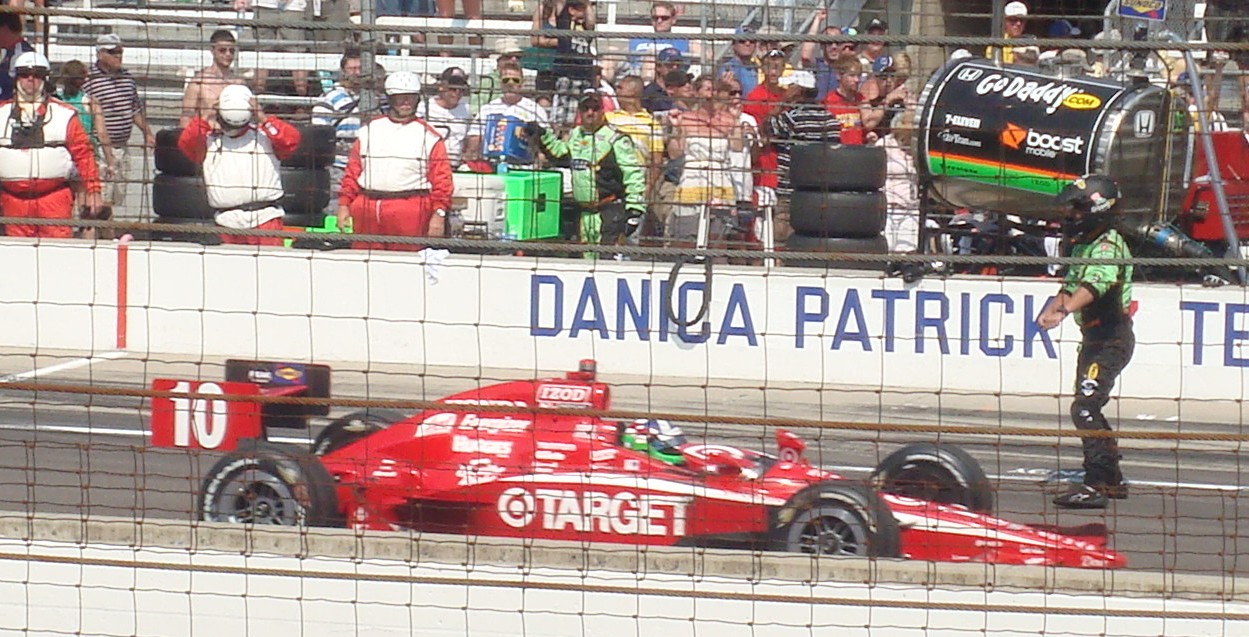
Franchitti nach seinem Sieg beim Indianapolis 500

2010 blieb Franchitti zusammen mit Dixon bei Chip Ganassi Racing. Beim Indianapolis 500 gelang ihm sein erster Sieg in der Saison und sein zweiter in Indianapolis. Franchitti führte das Rennen zudem die meisten Runden an. In Lexington und Joliet folgten weitere Siege. Franchitti führte die Meisterschaft während der Saison nur für ein Rennen an. Bei den restlichen Rennen lag Will Power auf dem ersten Platz. Die beiden Rennfahrer kämpften bis zum letzten Rennen um den Titel. Beim Saisonfinale in Homestead reichte Franchitti schließlich ein achter Platz um den Titel zu verteidigen und zum dritten Mal die IndyCar Series zu gewinnen. Nachdem er das Rennen über die meisten Runden angeführt hatte, musste er, nachdem Power mit einem selbst verschuldeten Aufhängungsschaden ausgeschieden war, nur unter den ersten zehn Piloten ins Ziel kommen. Der Titelkampf wurde durch unterschiedliche Leistungen der beiden Rennfahrer bestimmt. Während Power auf den Rundstrecken zum Teil überlegen fuhr und auf den Ovalen größtenteils nicht mit der Spitze mithalten konnte, überzeugte Franchitti mit konstant guten Leistungen auf allen Streckentypen. 13 von 17 Rennen beendete er unter den ersten fünf Piloten. Mit 602 zu 597 Punkten entschied Franchitti den Titelkampf für sich. Zudem gewann er die erstmals vergebene A.J.-Foyt-Trophäe, die der beste Pilot auf den Ovalkursen erhielt. Außerdem nahm Franchitti erneut am 24-Stunden-Rennen von Daytona teil.

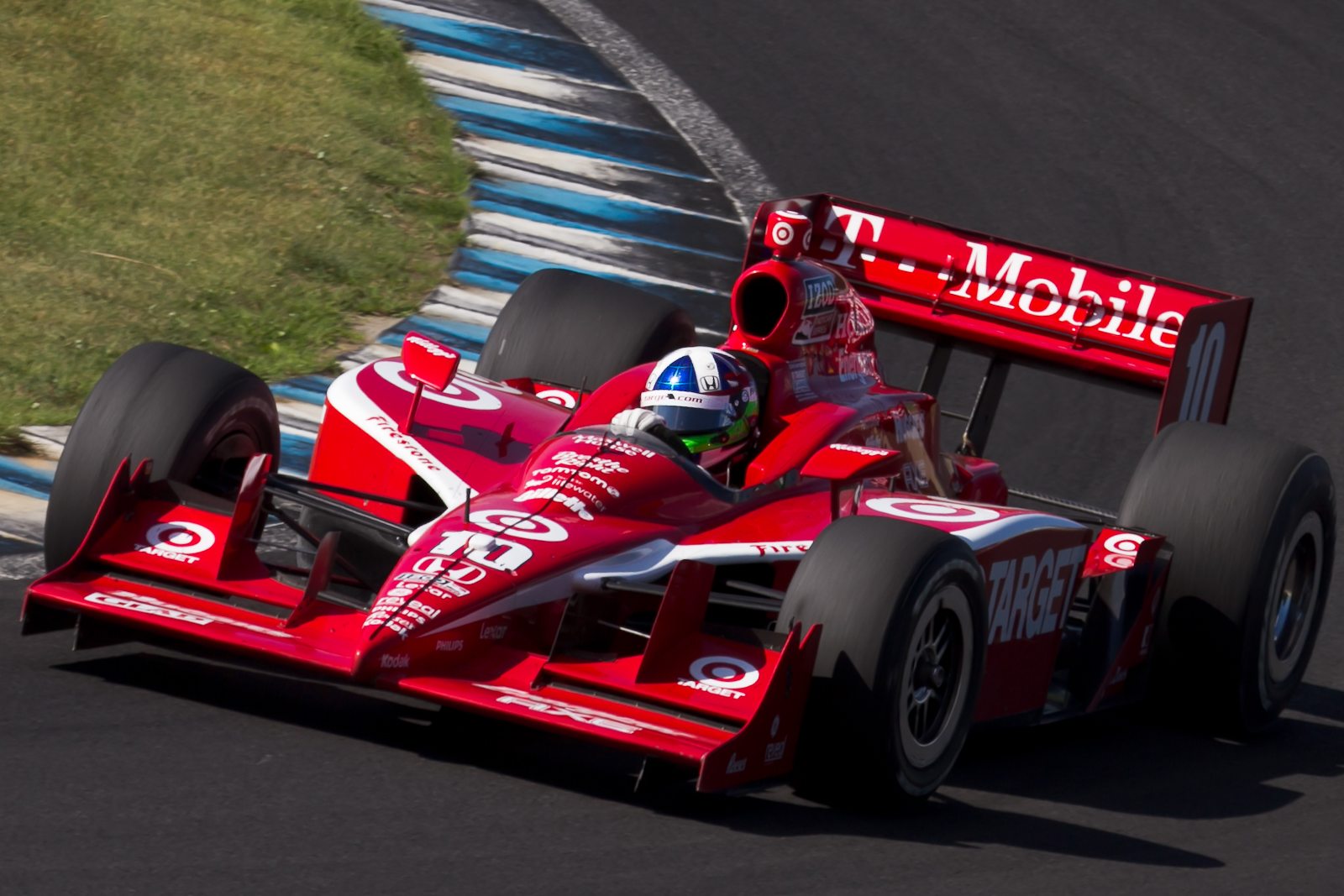
Franchitti wurde 2011 zum vierten Mal Gesamtsieger der IndyCar Series

Als Titelverteidiger trat Franchitti 2011 für Chip Ganassi Racing an. Mit einem Sieg beim Saisonauftakt in Saint Petersburg und zwei dritten Plätzen aus den ersten drei Rennen startete er in die Saison. Bei der zweiten Oval-Veranstaltung in Fort Worth folgte im ersten Rennen ein weiterer Sieg. Für das zweite Rennen, bei dem die Startaufstellung gelost wurde, zog Franchitti den 28. von 30 Startplätzen. Im Rennen machte er einige Positionen gut und kam auf dem siebten Platz ins Ziel. Beim nächsten Ovalrennen in West Allis erzielte er seinen dritten Saisonsieg. Bei der Rückkehr auf die Straßenkurse entschied Franchitti das Rennen in Toronto für sich. Dabei fiel er nicht nur durch eine passende Strategie, sondern auch durch eine Kollision mit Power auf. Die nächsten beiden Rennen auf Straßenkursen beendete er ebenfalls auf dem Podium. Beim zweitletzten Rennen unterlag er mit 0,0098 Sekunden nur knapp Ed Carpenter und wurde Zweiter. Vor dem letzten Rennen führte Franchitti die Meisterschaft mit 573 zu 555 Punkten vor Power an. Das letzte Saisonrennen in Las Vegas wurde infolge eines Massenunfalls abgebrochen und nicht gewertet. Franchittis vierter Titelgewinn wurde dabei vom Tod seines ehemaligen Teamkollegens und langjährigen Freundes Dan Wheldon, den er seit dessen sechsten Lebensjahr kannte, überschattet. Franchitti und Power wechselten sich im Laufe der Saison mehrmals an der Tabellenführung ab. Beim 24-Stunden-Rennen von Daytona erzielte Franchitti in dieser Saison zusammen mit seinen Teamkollegen Scott Dixon, Juan Pablo Montoya und Jamie McMurray den zweiten Platz.
2012 bestritt Franchitti für Chip Ganassi Racing eine weitere IndyCar-Series-Saison. Er erreichte in den ersten vier Rennen zweimal die Top 10. Beim fünften Rennen, dem Indianapolis 500, erzielte er den Sieg vom 16. Platz startend. Es war sein dritter Sieg bei diesem Rennen. Ein Rennen später in Detroit wurde er hinter seinem Teamkollegen Dixon Zweiter. Bei den Ovalrennen in West Allis und Newton erzielte Franchitti jeweils die Pole-Position und schied im Rennen aus. In Newton erlitt er bereits in den Einführungsrunden einen Motorschaden. In den letzten drei Rennen erreichte er mit einem dritten Platz in Sonoma und einen zweiten Platz in Fontana zwei weitere Podest-Platzierungen. Er beendete die Saison auf dem siebten Gesamtrang und unterlag damit erstmals seinem Ganassi-Teamkollegen Dixon. Darüber hinaus nahm er abermals am 24-Stunden-Rennen von Daytona teil und startete zusammen mit seinem Bruder Marino bei einem ALMS-Rennen. 2013 blieb Franchitti bei Chip Ganassi in der IndyCar Series. Nachdem er bei den ersten zehn Rennen sechsmal in die Top-10 gekommen war, beendete er vier der nächsten fünf Rennen auf dem dritten Platz und wurde einmal Vierter. Er startete fünfmal in der Saison von der Pole-Position.
Beim zweitletzten Saisonrennen in Houston war Franchitti in einen schweren Unfall verwickelt. Er fuhr auf Takuma Satō auf, hob ab und flog in den Fangzaun, den sein Fahrzeug zerstörte. Franchitti kam auf der Strecke zum Stehen. Er zog sich bei dem Unfall eine Gehirnerschütterung, zwei Wirbelbrüche und eine Fraktur am rechten Knöchel zu. Die Wirbelbrüche mussten nicht operiert werden, der Knöchelbruch wurde noch am Renntag operiert. Franchitti schloss die Saison auf dem zehnten Platz in der Fahrerwertung ab. Im Gegensatz zu seinen Teamkollegen Dixon und Kimball blieb er ohne Sieg. Dixon entschied in dieser Saison die Meisterschaft für sich.
Nach der Saison gab Franchitti das Ende seiner Rennfahrerkarriere bekannt. Obwohl er für 2014 noch bei Chip Ganassi Racing unter Vertrag stand und die Behandlung der Verletzungen erfolgreich verlief, entschied er sich auf Empfehlung seiner Ärzte dazu, nicht mehr ins Renncockpit zurückzukehren. Sowohl aufgrund der Gehirnerschütterung, die mit Gedächtnisverlusten verbunden war, als auch aufgrund der Verletzungen an der Wirbelsäule, die nicht seine ersten Rückenverletzungen waren, rieten ihm Ärzte zu diesem Schritt.

### Sonstiges
Franchitti ist ein „Rechtsbremser“. Da das Kupplungspedal im Laufe der Zeit aus den meisten Rennfahrzeugen verschwand, können Rennfahrer mit dem linken Fuß bremsen. Franchitti blieb jedoch stets bei seinem gewohnten Fahrstil. Zur Einführung des Dallara DW12 in der IndyCar Series 2012 wurde für ihn ein spezielles Kit entwickelt, bei dem das Bremspedal auf der rechten Seite der Lenksäule ist.
Franchitti arbeitet seit 2014 als Co-Kommentator beim TV-Team der FIA-Formel-E-Weltmeisterschaft.

## Persönliches
Franchitti hat italienischen Vorfahren. Er ist der Bruder von Marino Franchitti und der Cousin Paul di Restas.
Franchitti heiratete im Dezember 2001 die Schauspielerin Ashley Judd. Die Ehe wurde 2013 geschieden.

## Statistik

### Karrierestationen
- 1984–1990: Kartsport
- 1991: Britische Formel Vauxhall Junior (Meister)
- 1992: Britische Formel Vauxhall (Platz 4)
- 1993: Britische Formel Vauxhall (Meister)
- 1993: Britische Formel 3 (Platz 15)
- 1994: Britische Formel 3 (Platz 4)
- 1995: DTM (Platz 5)
- 1995: ITC (Platz 3)
- 1996: ITC (Platz 4)
- 1997: CART (Platz 20)
- 1998: CART (Platz 3)
- 1999: CART (Platz 2)
- 2000: CART (Platz 13)
- 2000: Formel 1 (Testfahrer)
- 2001: CART (Platz 7)
- 2002: CART (Platz 4)
- 2002: Indy Racing League (Platz 44)
- 2003: IndyCar Series (Platz 25)
- 2004: IndyCar Series (Platz 6)
- 2005: IndyCar Series (Platz 4)
- 2006: IndyCar Series (Platz 8)
- 2007: IndyCar Series (Meister)
- 2007: NASCAR Busch Series (Platz 95)
- 2007: NASCAR Craftsman Truck Series (Platz 104)
- 2007: ALMS, LMP2 (Platz 11)
- 2007: ARCA Racing Series (Platz 135)
- 2008: NASCAR Sprint Cup (Platz 42)
- 2008: NASCAR Nationwide Series (Platz 35)
- 2008: Rolex Sports Car Series, DP (Platz 42)
- 2008: ALMS, LMP2
- 2009: IndyCar Series (Meister)
- 2009: Rolex Sports Car Series, DP (Platz 40)
- 2009: ALMS, LMP1 (Platz 12)
- 2010: IndyCar Series (Meister)
- 2010: Rolex Sports Car Series, DP (Platz 65)
- 2011: IndyCar Series (Meister)
- 2011: Rolex Sports Car Series, DP (Platz 24)
- 2012: IndyCar Series (Platz 7)
- 2012: Rolex Sports Car Series, DP (Platz 29)
- 2012: ALMS, P2 (Platz 8)
- 2013: IndyCar Series (Platz 10)

### Einzelergebnisse in der IndyCar Series
| Saison | Team                       | 1      | 2      | 3       | 4        | 5       | 6       | 7       | 8       | 9       | 10      | 11      | 12      | 13      | 14      | 15      | 16      | 17     | 18     | 19      | Punkte | Rang |
| ------ | -------------------------- | ------ | ------ | ------- | -------- | ------- | ------- | ------- | ------- | ------- | ------- | ------- | ------- | ------- | ------- | ------- | ------- | ------ | ------ | ------- | ------ | ---- |
| 2002   | Team Green                 | HMS    | PHX    | FON     | NZR      | INDY 19 | TXS     | PPI     | RIR     | KAN     | NSH     | MIS     | KTY     | STL     | CHI     | TX2     |         |        |        |         | 11     | 44.  |
| 2003   | Andretti Green Racing      | HMS 7  | PHX 16 | MOT INJ | INDY INJ | TXS INJ | PPI 4   | RIR INJ | KAN INJ | NSH INJ | MIS INJ | STL INJ | KTY INJ | NZR INJ | CHI INJ | FON INJ | TX2 INJ |        |        |         | 72     | 25.  |
| 2004   | Andretti Green Racing      | HMS 17 | PHX 17 | MOT 7   | INDY 14  | TXS 2   | RIR 12  | KAN 4   | NSH 20  | MIL 1   | MIS 22  | KTY 6   | PPI 1   | NZR 3   | CHI 20  | FON 6   | TX2 15  |        |        |         | 409    | 6.   |
| 2005   | Andretti Green Racing      | HMS 22 | PHX 4  | STP 3   | MOT 17   | INDY 6  | TXS 8   | RIR 2   | KAN 4   | NSH 1   | MIL 2   | MIS 8   | KTY 18  | PPI 7   | SNM 8   | CHI 12  | WGL 3   | FON 1  |        |         | 498    | 4.   |
| 2006   | Andretti Green Racing      | HMS 4  | STP 19 | MOT 11  | INDY 7   | WGL 14  | TXS 13  | RIR 3   | KAN 12  | NSH 6   | MIL 6   | MIS 12  | KTY 9   | SNM 2   | CHI     |         |         |        |        |         | 311    | 8.   |
| 2007   | Andretti Green Racing      | HMS 7  | STP 5  | MOT 3   | KAN 2    | INDY 1  | MIL 2   | TXS 4   | IOW 1*  | RIR 1*  | WGL 3   | NSH 2   | MDO 2   | MIS 13* | KTY 8   | SNM 3*  | DET 6   | CHI 1  |        |         | 637    | 1.   |
| 2008   | Target Chip Ganassi Racing | HMS    | STP    | MOT1    | LBH1     | KAN     | INDY    | MIL     | TXS     | IOW     | RIR     | WGL     | NSH     | MDO     | EDM     | KTY     | SNM     | DET    | CHI    | SRF2 16 | 0      | 45.  |
| 2009   | Target Chip Ganassi Racing | STP 4  | LBH 1* | KAN 18  | INDY 7   | MIL 3   | TXS 5   | IOW 1   | RIR 2   | WGL 15  | TOR 1*  | EDM 5   | KTY 6   | MDO 3   | SNM 1*  | CHI 4   | MOT 2   | HMS 1  |        |         | 616    | 1.   |
| 2010   | Target Chip Ganassi Racing | SAO 7* | STP 5  | ALA 3   | LBH 12   | KAN 2   | INDY 1* | TXS 5   | IOW 18* | WGL 3   | TOR 2   | EDM 3   | MDO 1   | SNM 3   | CHI 1   | KTY 5   | MOT 2   | HMS 8* |        |         | 602    | 1.   |
| 2011   | Target Chip Ganassi Racing | STP 1* | ALA 3  | LBH 3   | SAO 4    | INDY 12 | TXS1 1* | TXS2 7  | MIL 1*  | IOW 5*  | TOR 1   | EDM 3   | MDO 2   | NHA 20* | SNM 4   | BAL 4   | MOT 8   | KTY 2* | LSV C  |         | 573    | 1.   |
| 2012   | Target Chip Ganassi Racing | STP 13 | ALA 10 | LBH 15  | SAO 5    | INDY 1  | DET 2   | TXS 14  | MIL 19  | IOW 25  | TOR 17  | EDM 6   | MDO 17  | SNM 3   | BAL 13  | FON 2   |         |        |        |         | 363    | 7.   |
| 2013   | Target Chip Ganassi Racing | STP 25 | ALA 25 | LBH 4°  | SAO 7    | INDY 23 | DE1 6   | DE2 5   | TXS 6   | MIL 8   | IOW 20  | POC 3   | TO1 3°  | TO2 4   | MDO 3   | SNM 3°  | BAL 21  | HO1 15 | HO2 15 | FON INJ | 418    | 10.  |

| Farbe      | Bedeutung                                          |
| ---------- | -------------------------------------------------- |
| Gold       | Sieger                                             |
| Silber     | 2. Platz                                           |
| Bronze     | 3. Platz                                           |
| Grün       | 4. und 5. Platz                                    |
| Hellblau   | 6. bis 10. Platz                                   |
| Dunkelblau | Rennen beendet (außerhalb der ersten zehn Piloten) |
| Violett    | Rennen nicht beendet                               |
| Rot        | nicht qualifiziert (DNQ)                           |
| Schwarz    | disqualifiziert (DSQ)                              |
| Weiß       | nicht am Start (DNS)                               |
| Weiß       | zurückgezogen (WD)                                 |
| Weiß       | Rennen abgesagt (C)                                |
| Blanko     | nicht teilgenommen                                 |
| Blanko     | nicht erschienen (DNA)                             |
| Blanko     | verletzt oder krank (INJ)                          |
| Blanko     | ausgeschlossen (EX)                                |

1 Die Rennen fanden am selben Tag statt.
2 Es wurden keine Punkte vergeben.

### Sebring-Ergebnisse
| Jahr | Team                    | Fahrzeug      | Teamkollege   | Teamkollege | Platzierung | Ausfallgrund |
| ---- | ----------------------- | ------------- | ------------- | ----------- | ----------- | ------------ |
| 2009 | Patron Highcroft Racing | Acura ARX-02a | David Brabham | Scott Sharp | Ausfall     | Mechanik     |